# Antiochos IX Cyzicenos
Antiochus IX Eusebes vua của vương quốc Hy Lạp hóa Seleukos, là con trai của Antiochus VII Sidetes và Cleopatra Thea. Khi cha ông qua đời ở Parthia và chú ông Demetrius II Nicator quay trở lại nắm quyền (129 TCN). Mẹ ông gửi ông tới Cyzicus thuộc Bosporus, do đó đem lại cho ông biệt hiệu của mình. Ông đã trở lại Syria vào năm 116 TCN và đoạt lại ngai vàng từ người em cùng mẹ khác cha Antiochus VIII Grypus, người mà cùng ông phân chia Syria. Ông đã tử trận trong trận chiến với con trai của Grypus, Seleukos VI Epiphanes trong năm 96 TCN.